# Sơ đồ DD-AA
Sơ đồ DD-AA là sơ đồ biểu diễn cơ chế xác định điểm cân bằng về sản lượng và tỷ giá hối đoái của một nền kinh tế mở. Đây là một lựa chọn khác thay thế cho mô hình Mundell-Fleming. Sơ đồ DD-AA được xây dựng trên cơ sở kết hợp hai đường cong DD thể hiện các điểm cân bằng trên thị trường sản lượng và AA thể hiện các điểm cân bằng trên thị trường tài sản.

## Đường cong DD

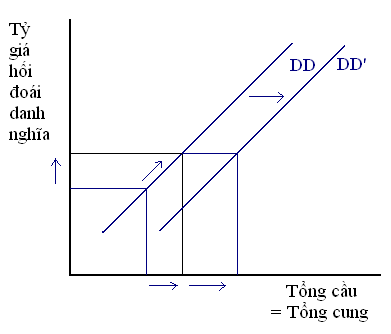
Tỷ giá hối đoái danh nghĩa tăng khiến sản lượng cân bằng tăng theo sự dịch chuyển dọc theo đường DD. Y, I, G, P* tăng hoặc T, P giảm làm sản lượng cân bằng tăng theo sự dịch chuyển song song sang phía phải của đường DD.

Đường cong DD thể hiện tập hợp các điểm cân bằng trên thị trường sản lượng (nghĩa là tổng cầu bằng tổng cung). Để xây dựng được đường DD, trước tiên chúng ta cần rõ cơ chế xác định tổng cầu.
Gọi D là tổng cầu, Y là thu nhập quốc dân, T là tổng thu từthuế, I là đầu tư theo kế hoạch của các hãng, G là chi tiêu của chính phủ, E là tỷ giá hối đoái danh nghĩa, P* là mức giá chung của nước ngoài, P là mức giá chung trong nước. Khi đó ta có phương trình tính tổng cầu như sau:
D = D(Y,T,I,G,E,P*,P)
trong đó, dD/dY>0, dD/dT<0, dD/dI>0, dD/dG>0, dD/dP*>0, dD/dP<0.
Tổng cầu sẽ tăng khi xảy ra một hoặc đồng thời các thay đổi sau: thu nhập quốc dân tăng lên, chính phủ giảm thuế, đầu tư theo kế hoạch của hãng tăng lên, chính phủ tăng chi tiêu, mức giá chung của nước ngoài tăng lên, mức giá chung trong nước giảm xuống.
Giả định, nền kinh tế mở ở trạng thái cân bằng, do đó tổng cầu bằng tổng cung. Đường cong DD thể hiện sự cân bằng này. Như vậy, DD có thể bị tác động khi xảy ra những thay đổi nói trên. Nếu biểu diễn DD trên một trục tọa độ hai chiều với trục hoành là các mức sản lượng cân bằng, còn trục tung là các mức tỷ giá hối đoái danh nghĩa, thì với bất cứ sự thay đổi nào của tỷ giá ta sẽ có sự dịch chuyển dọc theo đường DD. Còn với bất cứ sự thay đổi nào của các nhân tố còn lại (Y, T, I, G, P*, P) ta sẽ có sự dịch chuyển của chính đường DD.

## Đường cong AA

Đường cong AA dốc xuống phía phải. Tỷ giá hối đoái tăng làm sản lượng giảm xuống với sự di chuyển dọc theo đường AA. Khi sản lượng cố định, cung tiền tăng, mức giá chung trong nước giảm, giá trị kỳ vọng tương lai của tỷ giá tăng, lãi suất các khoản tiền gửi bằng ngoại tệ tăng đều làm tỷ giá hối đoái tăng với đường AA dịch song song sang phía phải.

Đường cong AA thể hiện tập hợp các điểm cân bằng trên thị trường tài sản (cân bằng đồng thời cả thị trường ngoại hối lẫn thị trường tiền tệ trong nước).
Cân bằng trên thị trường ngoại hối có thể diễn đạt bằng phương trình sau:
R = R* + (e(E) -E)/E         (2)
trong đó R là lãi suất của các khoản tiền gửi bằng nội tệ, R* là lãi suất của các khoản tiền gửi bằng ngoại tệ, e(E) là giá trị kỳ vọng tương lai của tỷ giá hối đoái danh nghĩa, E là tỷ giá hối đoái danh nghĩa.
Cân bằng trên thị trường tiền tệ trong nước có thể diễn đạt bằng phương trình sau:
M/P = L(R,Y)                 (3)
trong đó M là cung tiền trong nước, P là mức giá chung trong nước, Y là sản lượng (tổng cung bằng tổng cầu).
Từ (2) và (3) ta có:
E = E(M,R*,e(E),Y,P)         (4)
với dE/dY<0, dE/dM>0, dE/dP<0, dE/de(E)>0, de/dR*>0.
Dựa vào quan hệ dE/dY<0 để xây dựng đường AA trên một trục tọa độ với trục hoành là sản lượng (Y) và trục tung là tỷ giá hối đoái danh nghĩa (E), ta thấy đường AA phải là một đường dốc xuống phía phải. Hễ tỷ giá hối đoái tăng thì Y sẽ giảm và ngược lại. Đây là một sự dịch chuyển dọc theo đường AA. Các nhân tố khác thay đổi ngoại trừ sản lượng cố định đều sẽ làm tỷ giá hối đoái thay đổi. Đây là sự thay đổi bằng dịch chuyển bản thân đường AA.

## Sơ đồ DD-AA

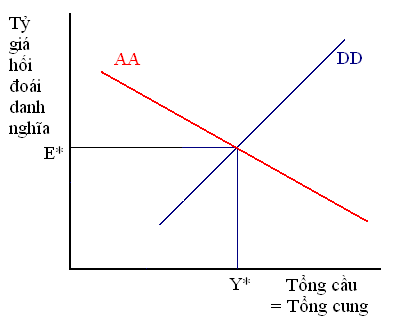
Sơ đồ DD-AA giúp xác định sản lượng và tỷ giá cân bằng trong ngắn hạn

Ghép hai đường DD và AA vào cùng một trục tọa độ, ta có sơ đồ DD-AA. Giao điểm của hai đường chính là điểm cân bằng đồng thời cả thị trường sản lượng (mức sản lượng ở trạng thái toàn dụng lao động) lẫn thị trường tài sản (tỷ giá hối đoái danh nghĩa ở mức dài hạn của nó).

## Những thay đổi trong chính sách tài khóa
Một thay đổi ngắn hạn của chính sách tài khóa, chẳng hạn tăng chi tiêu chính phủ, hoặc giảm thuế, hoặc cả hai sẽ làm đường DD dịch chuyển sang phía phải. Tại điểm cân bằng mới (giao điểm mới giữa đường DD đã dịch chuyển và đường AA), mức sản lượng cao hơn, tỷ giá giảm xuống (nội tệ lên giá).
Nếu những thay đổi như thế diễn ra liên tục, dự tính về tỷ giá hối đoái sẽ thay đổi, khiến cho đường AA cũng bị dịch chuyển và sang phía trái, trong khi đường DD vẫn dịch chuyển sang phải. Kết quả là tại điểm cân bằng mới (giao điểm của hai đường đã dịch chuyển), mức sản lượng vẫn như cũ, chỉ có tỷ giá hối đoái thay đổi (giảm xuống).

## Những thay đổi trong chính sách tiền tệ
Khi ngân hàng trung ương thực hiện chính sách tiền tệ nới lỏng bằng cách tăng lượng cung tiền, đường AA sẽ dịch chuyển sang phải trong khi đường DD giữ nguyên. Kết quả là sản lượng tăng và tỷ giá hối đoái cũng tăng (nội tệ mất giá).
Nếu ngân hàng trung ương thực hiện chính sách như thế trong một thời gian dài, thì đường DD cũng sẽ dịch chuyển và sang phía trái (do mức giá trong nước tăng lên). Đường AA sau khi dịch chuyển sang phía phải khi ngân hàng trung ương mới tăng cung tiền sẽ bắt đầu dịch chuyển ngược lại về phía trái (do dự tính tỷ giá thay đổi). Cả hai đường sẽ ngừng dịch chuyển khi mức sản lượng quay trở lại mức cân bằng trước khi có thay đổi trong chính sách tiền tệ. Tỷ giá hối đoái trong dài hạn sẽ ở mức cao hơn so với trước khi thay đổi chính sách, nhưng lại thấp hơn so với mức khi mới thay đổi chính sách (ngắn hạn). Vì thế, có thể nói, những thay đổi lâu dài trong chính sách tiền tệ không tác động tới sản lượng và chỉ tác động phần nào tới tỷ giá. Hiện tượng tỷ giá trong ngắn hạn tăng lên cao hơn mức dài hạn của nó được gọi là hiện tượng tỷ giá tăng quá mức (xem thêm Mô hình tỷ giá tăng quá mức)